# واهان جوهاریان
واهان جوهاریان (ارمنی: Վահան Ջուհարյանին؛ زادهٔ ۲۶ ژانویهٔ ۱۹۷۸ در گیومری) کشتی‌گیر در رشته کشتی فرنگی اهل ارمنستان است که برندهٔ مدال نقره مسابقات قهرمانی کشتی جهان ۱۹۹۷ در وزن ۵۴ کیلوگرم شده‌است. جوهاریان همچنین در مسابقات قهرمانی کشتی اروپا در وزن ۶۰ کیلوگرم برنده ۱ مدال طلا شده‌است.